# Disembolus sacerdotalis
Espèce
Synonymes
- Cochlembolus sacerdotalis Crosby & Bishop, 1933

Disembolus sacerdotalis est une espèce d'araignées aranéomorphes de la famille des Linyphiidae.

## Distribution
Cette espèce se rencontre aux États-Unis dans l'État de New York et au Massachusetts et au Canada au Québec dans la réserve nationale de faune du cap Tourmente,.

## Description
Le mâle décrit par Millidge en 1981 mesure 1,90 mm. La femelle est inconnue.

## Publication originale
- Crosby & Bishop, 1933 : American Spiders: Erigoneae, males with cephalic pits. Annals of the Entomological Society of America, vol. 26, p. 105-172.